# Mycosphaerella eurypotami
Mycosphaerella eurypotami är en svampart som beskrevs av Kohlm., Volkm.-Kohlm. & O.E. Erikss. 1999. Mycosphaerella eurypotami ingår i släktet Mycosphaerella och familjen Mycosphaerellaceae.   Inga underarter finns listade i Catalogue of Life.